# (11757) Salpeter
(11757) Salpeter (2799 P-L) – planetoida z pasa głównego asteroid okrążająca Słońce w ciągu 5,58 lat w średniej odległości 3,14 j.a. Odkryta 24 września 1960 roku.